# كفر الخضرة
كفر الخضرة إحدى قرى مركز الباجور التابع لمحافظة المنوفية بجمهورية مصر العربية.

## السكان
بلغ عدد سكان كفر الخضرة 9,301 نسمة، حسب الإحصاء الرسمي لعام 2006.